# Charleston-Girls
Charleston-Girls (Originaltitel: Sally, Irene and Mary) ist ein US-amerikanischer Stummfilm aus dem Jahr 1925 mit Constance Bennett, Joan Crawford und Sally O’Neil. Der Film bedeutete für Joan Crawford den Durchbruch von Statistenrollen in Richtung Leading Lady. Die Grundkonstellation des Films, der die verwobenen Schicksale von drei Freundinnen erzählte, wurde stilbildend für eine Vielzahl von Nachfolgern, darunter die Joan-Crawford Filme Our Dancing Daughters und Our Blushing Brides.  

## Handlung
Die drei jungen Mädchen Sally, Irene und Mary versuchen ihr Glück am Broadway als Tänzerinnen in der Hoffnung auf Liebe und einen reichen Mann. Während Sally, eine etwas naive junge Irin, immer noch an die romantische Liebe glaubt, hat sich Irene auf eine rein sexuelle Beziehung mit einem verheirateten Mann eingelassen. Mary, die das Leben in allen Variationen kennt, ist eine zynische Goldgräberin geworden. Irene ist eines Tages ihres alten Lovers überdrüssig und heiratet aus einem Impuls heraus einen alten Schulfreund, nur um wenige Stunden nach der Eheschließung ihr Leben in einem tragischen Unfall zu verlieren. Mary ist tief getroffen und beschließt, das glamouröse Leben als Showgirl aufzugeben, um an der Seite von Jimmy Dugan, einem freundlichen Klempner, glücklich zu werden. Sally heiratet am Ende einen Millionär.

## Hintergrund
Joan Crawford wurde als Showgirl noch unter ihrem Geburtsnamen Lucille Le Sueur von einem Talentscout entdeckt, der ihr einen siebenmonatigen [Studiovertrag] mit der neu gegründeten Filmgesellschaft Metro-Goldwyn-Mayer vermittelte. Seit ihrer Ankunft im Januar 1925 hatte sie durch eiserne Disziplin und den Aufbau eines haltbaren Netzwerkes zuerst Statistenrollen ergattert. Innerhalb von weniger Wochen entdeckten die Studioverantwortlichen ihr Potential und veranlassten die Schauspielerin, den Künstlernamen Joan Crawford anzunehmen. Eine Nebenrolle an der Seite von Jackie Coogan in Alles für die Firma verschaffte ihr die Aufmerksamkeit des aufstrebenden Regisseurs Edmund Goulding, der Crawford schließlich für die Rolle der tragischen Irene in der Filmadaption der erfolgreichen Broadwayshow Sally, Irene and Mary engagierte.
Für Joan Crawford, die keinerlei Schauspielunterricht erhalten hatte, waren die Dreharbeiten sehr wichtig. Sie lernte von dem Kameramann John Arnold die Grundlagen der Kameraführung und der Beleuchtung, um so stets vorteilhafte Posen und Einstellungen einzunehmen. William Haines, der in den nächsten Jahren einen ebenso rasanten Aufstieg zum Star machen sollte wie Crawford, wurde ein guter Freund, der ihr weitere Tipps und Anregungen gab. Mit dem nominellen Stars des Films, Constance Bennett, kam Crawford weniger gut zurecht. Bennett befand sich gerade auf dem Höhepunkt ihrer Stummfilmkarriere. Irving Thalberg war sehr beeindruckt von Bennett und wollte sie zu einem großen Star aufbauen, als Constance Bennett, ähnlich wie ihr Filmcharakter Sally, mit einem Millionär durchbrannte, den sie schließlich heiratete. Die Dekorationen für die Showeinlagen wurden von dem bekannten Künstler Erté entworfen. 1938 wurde der Stoff mit Alice Faye und Tony Martin in den Hauptrollen unter Regie von William A. Seiter neu verfilmt, floppte jedoch an der Kinokasse. 
Die deutsche Fassung wurde im Verleih der Parufamet am 10. Juni 1927 im Kino U. T. Friedrichstraße in Berlin erstaufgeführt.
Noch Jahrzehnte später war Joan Crawford stolz auf ihre Leistung, wie sie gegenüber Roy Newquist bekannte:

„Ich liebte Sally, Irene, and Mary – ich hatte einen Charakter, in dem ich mich völlig einbringen konnte und die Chance mit zwei tollen Schauspielerinnen zu arbeiten, Constance Bennett and Sally O’Neil, und mit einem sehr guten Regisseur, Edmund Goulding. Er brachte mir viel bei, genauso wie der Kameramann, […] John Arnold. Der Film zeigte mir, dass ich das Richtige machte und ich Bestand haben würde.“

## Kinoauswertung
Mit Produktionskosten von 156.000 US-Dollar war es eine für MGM-Standards unterdurchschnittlich teure Produktion. Er spielte in den USA mit einer Summe von 373.000 US-Dollar eine durchschnittliche Summe ein. Mit den Auslandseinnahmen von lediglich 98.000 US-Dollar und einem kumulierten Gesamtergebnis von 471.000 US-Dollar konnte das Studio am Ende aufgrund der geringen Investitionen einen respektablen Gewinn in Höhe von 141.000 US-Dollar realisieren.

## Kritiken
Der Film brachte Joan Crawford positive Kritiken ein.
Die Zeitschrift New York World befand:

„Constance Bennett, Joan Crawford und Sally O’Neil in den Hauptrollen spielen mit einer Erfahrung, die für gewöhnlich etliche Jahre mehr braucht, um sich zu entwickeln, als sie diese drei vorzuweisen haben.“

Regina Cannon zeigte sich im New York Evening Graphic zumindest von den Darstellerinnen angetan:

„[Der Film] ist ziemlich billiger, schmuddeliger Schund, der armselig in Szene gesetzt wurde. […] Constance Bennett ist eine verführerische Sally und bietet die beste Arbeit im Film. Joan Crawford ist eine reizende Irene und Sally O’Neil als Mary übertreibt jede Minute.“